# N294 (België)
De N294 is een gewestweg in België tussen Evere (N21) en Sint-Lambrechts-Woluwe (R22). De weg heeft een lengte van ongeveer 5 kilometer en verloopt via de Houtweg, Jules Bordetlaan, Zaventemstraat, Cicerolaan en Marcel Thirylaan.
De gehele weg bestaat uit gescheiden rijbanen. Het begin aan de N21 kant van de weg bestaat de weg uit 2x2 rijstroken. Daarna gaat het over in 1x1 in Evere tot aan Ciceronlaan.

## N294a
De N294a is een aftakking van de N294 via de Eversestraat naar het NAVO-hoofdkwartier. De weg heeft een lengte van ongeveer 1,1 kilometer en heeft twee rijstroken voor beide rijrichtingen samen.